# Эк, Матс
Матс Эк (швед. Mats Ek, 18 апреля 1945, Мальмё) — шведский танцовщик, хореограф и театральный режиссёр. Сын актёра Андерса Эка и балерины, хореографа Биргит Кульберг, брат танцовщика Никласа Эка и брат-близнец актрисы Малин  Эк, супруг танцовщицы Аны Лагуны.

## Биография
Учился театральному искусству в Стокгольме. В 1976 году, увлёкшись театром марионеток, поставил кукольный спектакль по драме Бюхнера «Войцек». Работал в Королевском драматическом театре Стокгольма (Драматен) с режиссёром Ингмаром Бергманом. В 17 лет, резко изменив свой путь, начал заниматься сначала современным танцем, изучая технику Марты Грэм у педагода Дони Фёйер, а затем и классическим балетом. В 1971 году дебютировал как танцовщик. Танцевальная манера и понимание балетного искусства сложились у Эка под воздействием идей и техники танца модерн. В 1973 году он поступил в балетную труппу матери, в 1985—1993 был её руководителем. Помимо балетных постановок выступает как театральный и оперный режиссёр. 
Матс Эк — супруг танцовщицы Аны Лагуны, в расчёте именно на её дарование им были поставлены многие спектакли. Также при создании новых работ сотрудничал с балериной Сильви Гиллем, своим братом Никласом и Михаилом Барышниковым.
Матс Эк и Ана Лагуна попрощались со сценой в 2016 году, дав последние выступления 6 и 10 января в Париже, в Театре Елисейских Полей и исполнив She was Black (1994), «Соло для двоих» (1996) и Hache (2016) вместе с танцовщиками Иваном Аузели, Оскаром Соломонсоном и Дороти Делаби.

## Творчество
Международное признание Эку принесло авторское прочтение старинного романтического балета «Жизель» (1982). Матс Эк также сделал собственные интерпретации таких балетов классического наследия, как «Лебединое озеро» 1987 и «Спящая красавица». Манеру Эка-хореографа отличает склонность к цитате и пародии, подрыву авторитетов, близость к театру абсурда.

## Постановки

### Кукольный театр
- 1976 — Kalfaktorn (по драме Георга Бюхнера «Войцек»)

### Балет
- 1976 — «Св. Георгий и дракон»
- 1978 — «Бернарда» (по драме Федерико Гарсиа Лорки «Дом Бернарды Альбы»)
- 1982 — «Жизель» Адольфа Адана
- 1984 — «Весна священная» Игоря Стравинского
- 1987 — «Парк», «Трава», «Лебединое озеро» П. И. Чайковского
- 1989 — Gamla barn
- 1992 — «Кармен»
- 1995 — She was Black, «Дым»
- 1996 — «Спящая красавица» (для труппы Гамбургского балета)
- 1997 — A Sort Of... (для Нидерландского театра танца)
- 2000 — «Квартира» (для Парижской национальной оперы)
- 2002 — Fluke
- 2012 — «Прощание» (для Сильви Гилем)
- 2013 — «Джульетта и Ромео» на музыку П. И. Чайковского[* 1], сценография Магдалены Оберг, свет Линуса Фелбома[швед.], в главных ролях[* 2] — Марико Кида (Джульетта), Энтони Ломильо (Anthony Lomuljo, Ромео), Ана Лагуна (Кормилица), Жером Маршан (Jérôme Marchands, Меркуцио), Никлас Эк[швед.] (Герцог), дирижёр — Александр Поляничко, Шведский королевский балет.

### Опера
- 1999 — «Дон Жуан» В. А. Моцарта

### Драматический театр
- 2001 — «Андромаха» Жана Расина
- 2007 — «Игра снов[англ.]» Августа Стриндберга
- 2010 — «Вишневый сад» А. П. Чехова

## Фильмография
Режиссёрские работы:
- 1974 — «Тень»[* 3]/ En skugga (телеспектакль по пьесе Ялмара Бергмана, в ролях: Йонас Бергстрём, Андерс Эк, Малин Эк)
- 1978 — «Дом Бернарды» (Бернарда Альба — Люк Боуи)
- 1982 — «Жизель» (Жизель — Ана Лагуна, граф Альберт — Люк Боуи)
- 1990 — «Лебединое озеро» (Принц — Иван Аузели, Королева лебедей — Ана Лагуна)
- 1993 — «Мокрая женщина» / Wet woman (Сильви Гиллем, для док. фильма Найджела Уоттиса)
- 1994 — «Кармен» (Кармен — Ана Лагуна, Дон Хозе — Марк Хван, Эскамильо — Иван Аузели)
- 1996 — «Дым» / Rök (Никлас Эк и Сильви Гиллем)
- 1999 — «Спящая красавица» (принцесса Аврора — Ванесса де Линьер, Карабосс — Джамаль Гуда, принц Дезире — Итан Сивак)
- 2012 — «Старуха и дверь» / Gammal och dörr (Иван Аузели и Ана Лагуна)
- 2013 — «Прощание» / Ajö, «За кулисами: снимая „Прощание“» / Behind the Scenes: The Filming of Bye (док. фильм)

Балетмейстерские работы:
- 2003 — «Квартира» (спектакль Парижской Оперы с участием  Кадера Беларби, Мари-Аньес Жило, Клермарин Оста, Николя Лё Риша, Жозе Мартинеса)
- 2012 — «Место» / Place (Михаил Барышников и Ана Лагуна; режиссёр — Йонас Окерлунд (Jonas Åkerlund)

Творчеству хореографа посвящён документальный фильм «Танец, наполненный жизнью: портрет Матса Эка» / Keeping Dance Alive: A Mats Ek Portrait

## Признание
- 2006 — приз «Бенуа танца» (в номинации «За жизнь в искусстве»)